# Znaki przykluczowe
Znaki przykluczowe – znaki chromatyczne umieszczane w ściśle określonej kolejności bezpośrednio za kluczem na początku każdej pięciolinii, które alterują dźwięki szeregu podstawowego; oznaczają tonację utworu.
Porządek umieszczania znaków przykluczowych:
| F Major key signature      | F-dur, d-moll    |
| B-flat Major key signature | B-dur, g-moll    |
| E-flat Major key signature | Es-dur, c-moll   |
| F minor key signature      | As-dur, f-moll   |
| D-flat Major key signature | Des-dur, b-moll  |
| G-flat Major key signature | Ges-dur, es-moll |
| A-flat minor key signature | Ces-dur, as-moll |

| G Major key signature       | G-dur, e-moll     |
| D Major key signature       | D-dur, h-moll     |
| A Major key signature       | A-dur, fis-moll   |
| E Major key signature       | E-dur, cis-moll   |
| B Major key signature       | H-dur, gis-moll   |
| F-sharp Major key signature | Fis-dur, dis-moll |
| C-sharp Major key signature | Cis-dur, ais-moll |